# Републикански път III-307
Републикански път IIІ-307 е третокласен път, част от републиканската пътна мрежа на България, преминаващ изцяло по територията на област Ловеч. Дължината му е 39,8 км.
Пътят се отклонява наляво при 138,2-ри км на Републикански път I-3 в центъра на град Луковит и се насочва на юг, а след село Тодоричене – на югоизток, като пресича по цялото им протежение Угърчинските височини. При село Дерманци се спуска в долината на река Вит, преодолява нисък вододел и се спуска в долината на река Каменица (десен приток на Вит) при град Угърчин. Преминава през центъра на града, продължава на югоизток и северно от село Микре се съединява с Републикански път III-401 при неговия 1,8 км.
| Пътища, отклоняващи се надясно (населено място, № на пътя, посока на пътя) | Км   | Пътища, отклоняващи се наляво (посока на пътя, № на пътя, населено място) |
| -------------------------------------------------------------------------- | ---- | ------------------------------------------------------------------------- |
| Община Луковит, Област Ловеч, I-3, 138,2 км, гр. Луковит ←                 | 0,0  | ← гр. Луковит, 138,2 км, I-3, Област Ловеч, Община Луковит                |
| (за 143,1 км на I-3) общински път, с. Тодоричене ←                         | 5,8  | с. Тодоричене                                                             |
| (за с. Дъбен) общински път, с. Тодоричене ←                                | 6,3  | с. Тодоричене                                                             |
| (до с. Гложене) III-305, 38,7 км, с. Дерманци ←                            | 15,2 | ← с. Дерманци, 38,7 км, III-305 (от 97,4 км на I-3)                       |
| Община Угърчин                                                             | 20,3 | Община Угърчин                                                            |
| гр. Угърчин                                                                | 28,1 | ← гр. Угърчин, 30,8 км, III-3504 (от гр. Ловеч)                           |
| (за с. Сопот) общински път ←                                               | 32   |                                                                           |
| (от 33,5 км на I-4) III-401, 1,8 км →                                      | 39,8 | → 1,8 км, III-401 (до 5,4 км на III-403)                                  |